# Кубок Чести Аргентины
Кубок Чести Аргентины (исп. Copa Honor Argentino) или Кубок Чести Премьер-министра Аргентины (исп. Copa Premier Honor Argentino) — футбольный турнир, нерегулярно проводившийся в начале XX века в Буэнос-Айресе. Он был аналогом Кубка Чести Уругвая, проводимом в Монтевидео. 

## Игры
| Год  | Дата        | Победитель | Счёт          | Проигравший |
| ---- | ----------- | ---------- | ------------- | ----------- |
| 1908 | 4 октября   | Уругвай    | 1:0           | Аргентина   |
| 1909 | 10 октября  | Аргентина  | 3:1           | Уругвай     |
| 1910 | 13 ноября   | Уругвай    | 1:1 в (д. в.) | Аргентина   |
| 1910 | 27 ноября   | Уругвай    | 6:2           | Аргентина   |
| 1911 | 22 октября  | Аргентина  | 3:1           | Уругвай     |
| 1912 | 22 сентября | Уругвай    | 1:0           | Аргентина   |
| 1913 | 31 августа  | Аргентина  | 2:0           | Уругвай     |
| 1914 | 13 сентября | Аргентина  | 2:0           | Уругвай     |
| 1918 | 15 августа  | Аргентина  | 0:0 в (д. в.) | Уругвай     |
| 1918 | 25 августа  | Аргентина  | 2:1           | Уругвай     |
| 1919 | 19 октября  | Аргентина  | 6:1           | Уругвай     |
| 1920 | 8 августа   | Аргентина  | 1:0           | Уругвай     |

## Титулы
- Аргентина: 7 (1909, 1911, 1913, 1914, 1918, 1919, 1920).
- Уругвай:3 (1908, 1910, 1912).